# Olympische Sommerspiele 1920/Teilnehmer (Neuseeland)
| Gelbes Symbol für Goldmedaillen mit stilisierten Olympischen Ringen | Graues Symbol für Silbermedaillen mit stilisierten Olympischen Ringen | Braundes Symbol für Bronzemedaillen mit stilisierten Olympischen Ringen |
| ------------------------------------------------------------------- | --------------------------------------------------------------------- | ----------------------------------------------------------------------- |
| —                                                                   | —                                                                     | 1                                                                       |

Neuseeland nahm an den Olympischen Sommerspielen 1920 in der belgischen Stadt Antwerpen mit einer Delegation von vier Sportlern, drei Männer und eine Frau, teil.

## Medaillengewinner (Bronze)
Bronze
| Name          | Sportart | Wettkampf |
| ------------- | -------- | --------- |
| DarcyHadfield | Rudern   | Einer     |

## Teilnehmer nach Sportart

### Leichtathletik
- George Davidson
100 Meter: Viertelfinale
200 Meter: 5. Platz

- Harry Wilson
110 Meter Hürden: 4. Platz

### Rudern
- Darcy Hadfield
Einer: Bronze

### Schwimmen
- Violet Walrond
Frauen, 100 Meter Freistil: 5. Platz
Frauen, 300 Meter Freistil: 7. Platz